# Мішель Доріньї
Мішель Доріньї (фр. Michel Dorigny) (1617, Сен-Кантен — 1666, Париж) — французький живописець і гравер, батько художників та граверів Луї та Ніколи Доріньї, професор академії мистецтв у Парижі.
Навчався живопису у Симона Вуе, якому намагався наслідувати. Був одружений з донькою останнього. Протягом свого життя він виконав 135 естампів, у тому числі 82 з картин Bye. Найкращими його гравюрами вважаються: «Пан і німфа Сирінга» (алегорична сатира, що зображає архітектора Мансара), «Святий Людовік», «Геркулес» та інші.